# European Challenge Cup 1998-99
La European Rugby Challenge Cup 1998-1999 fue la tercera temporada  de la European Rugby Challenge Cup, la segunda competición de rugby union por clubes de los países integrantes del Torneo de las Seis Naciones, y algún que otro participante de otros países.

## Fase de grupos

### Grupo 1
| Team         | PJ | PG | PE | PP | TF | TC | DT  | PF  | PC  | Dif  | Pts |
| ------------ | -- | -- | -- | -- | -- | -- | --- | --- | --- | ---- | --- |
| Narbonne     | 6  | 6  | 0  | 0  | 32 | 13 | +19 | 228 | 98  | +130 | 12  |
| Caerphilly   | 6  | 4  | 0  | 2  | 16 | 19 | -3  | 167 | 154 | +13  | 8   |
| Périgueux    | 6  | 3  | 0  | 3  | 23 | 13 | +10 | 168 | 119 | +49  | 6   |
| Racing 92    | 6  | 3  | 0  | 3  | 17 | 23 | -6  | 127 | 184 | -57  | 6   |
| Connacht     | 6  | 3  | 0  | 3  | 16 | 19 | -3  | 129 | 156 | -27  | 6   |
| Newport      | 6  | 1  | 0  | 5  | 14 | 23 | -9  | 123 | 183 | -60  | 2   |
| Rugby Rovigo | 6  | 1  | 0  | 5  | 12 | 20 | -8  | 108 | 156 | -48  | 2   |

### Grupo 2
| Team        | PJ | PG | PE | PP | TF | TC | DT  | PF  | PC  | Dif  | Pts |
| ----------- | -- | -- | -- | -- | -- | -- | --- | --- | --- | ---- | --- |
| Montferrand | 6  | 5  | 0  | 1  | 43 | 9  | +34 | 303 | 86  | +217 | 10  |
| Bourgoin    | 6  | 5  | 0  | 1  | 36 | 8  | +28 | 222 | 86  | +136 | 10  |
| Dax         | 6  | 5  | 0  | 1  | 20 | 15 | +5  | 163 | 124 | +39  | 10  |
| Castres     | 6  | 3  | 0  | 3  | 32 | 10 | +22 | 229 | 101 | +128 | 6   |
| Rugby Roma  | 6  | 2  | 0  | 4  | 14 | 34 | -20 | 117 | 213 | -96  | 4   |
| Aberavon    | 6  | 1  | 0  | 5  | 14 | 42 | -28 | 86  | 287 | -201 | 2   |
| Spain XV    | 6  | 0  | 0  | 6  | 7  | 48 | -41 | 65  | 288 | -223 | 0   |

### Grupo 3
| Team             | PJ | PG | PE | PP | TF | TC | DT  | PF  | PC  | Dif  | Pts |
| ---------------- | -- | -- | -- | -- | -- | -- | --- | --- | --- | ---- | --- |
| Brive            | 6  | 5  | 0  | 1  | 35 | 14 | +21 | 241 | 102 | +139 | 10  |
| Agen             | 6  | 4  | 0  | 2  | 30 | 11 | +19 | 231 | 93  | +138 | 8   |
| Pau              | 6  | 4  | 0  | 2  | 25 | 8  | +17 | 211 | 87  | +124 | 8   |
| Biarritz         | 6  | 4  | 0  | 2  | 30 | 14 | +16 | 187 | 124 | +63  | 8   |
| Bridgend RFC     | 6  | 2  | 0  | 4  | 19 | 28 | -9  | 158 | 206 | -48  | 4   |
| Dinamo Bucureşti | 6  | 2  | 0  | 4  | 19 | 31 | -12 | 131 | 246 | -115 | 4   |
| Portugal XV      | 6  | 0  | 0  | 6  | 8  | 60 | -52 | 73  | 374 | -301 | 0   |

## Fase final

### Cuartos de final
| 12 de diciembre | Narbonne | 30 - 13 | Section Paloise |  |  |

| 12 de diciembre | Brive | 43 - 12 | Caerphilly |  |  |

| 12 de diciembre | ASM Clermont Auvergne | 66 - 13 | US Dax |  |  |

| 12 de diciembre | Bourgoin | 29 - 19 | Sporting Union Agen |  |  |

### Semifinales
| 10 de enero | ASM Clermont Auvergne | 27 - 21 | Narbonne |  |  |

| 10 de enero | Bourgoin | 26 - 23 | Brive |  |  |

### Final
| 27 de febrero | Bourgoin | 16 - 35 | ASM Clermont Auvergne | Stade de Gerland,               |  |
|               |          |         |                       | Asistencia: 31.986 espectadores |  |

| Bandera de Francia            |
| Campeón ASM Clermont Auvergne |
| Primer título                 |